# بنی موره

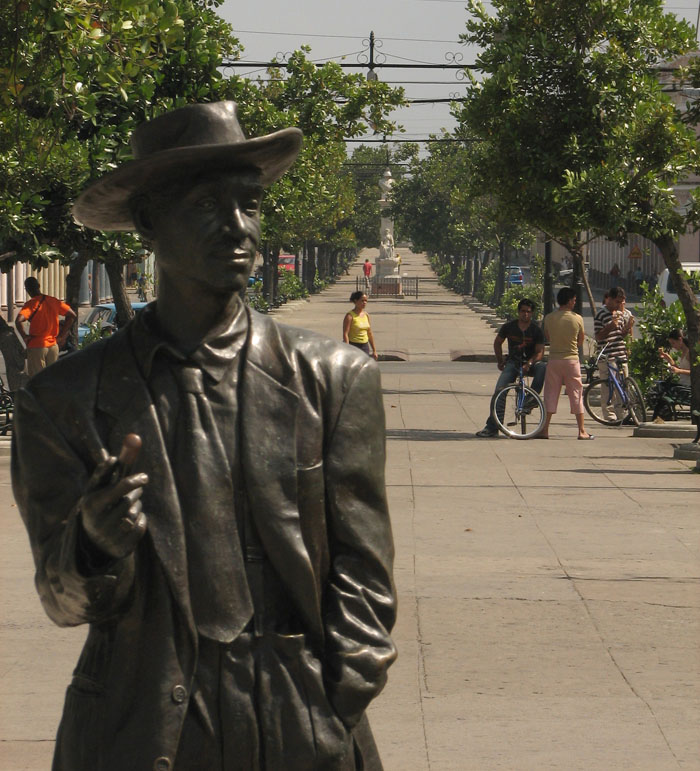
تندیس برنجین بنی موره.

بنی موره ‎(به اسپانیایی: Benny Moré)‏ (۲۴ اوت ۱۹۱۹ - ۱۹ فوریه ۱۹۶۳) از خوانندگان نامدار کوبایی بود.
وی در بیشتر سبک‌های موسیقی کوبایی می‌خواند و او را بهترین خواننده محبوب کوبا خوانده‌اند.
بنی موره طی دهه ۱۹۵۰ در گروه‌های اصلی موسیقی کوبا می‌خواند و در هر دو ریتم تند و کند مسلط بود.
به او لقب‌های مختلفی داده شده ازجمله «el Bárbaro del Mambo» (دیوانه مامبو) و «el Bárbaro del Rítmo» (دیوانه ریتم).